# Александар Аца Илић
Александар Илић (Горњи Милановац, 5. мај 1961) српски је певач фолк музике. Најпознатије песме су му: Исплачи се на грудима мојим, Не дај се, генерацијо, Ана ми је рекла, Оче мој, велики оче, Седам виолина, Лепе очи зелене, Сине, наследниче, Еј, жено, жено...

## Биографија
Рођен је 1961. године у Горњем Милановцу. Музичку каријеру започео је 1983. године. Ожењен је Биљаном Јевтић, такође српском певачицом народне музике, са којом има сина Ивана. Стјепа Радовановић је 1983. године, дошао на идеју да направи турнеју са Биљом и Ацом, и он је заслужан што су се њих двоје венчали, јер их је управо та турнеја зближила.
Каријеру је започео 1981, снимивши сингл-плочу Ако си срећна, још срећнија била/Касно је, драга, све. Први велики успех остварује 1983. албумом на ком се налазе песме Исплачи се на грудима мојим и Оче мој, велики оче. До сада је снимио петнаест албума.

## Албуми
- 1983. - Исплачи се на грудима мојим (ПГП РТБ)
- 1984. - Друга је крај мене (ПГП РТБ)
- 1985. - Привлачиш ме (ПГП РТБ)
- 1986. - Отвори срце (ПГП РТБ)
- 1988. - То може она и нико више (ПГП РТБ)
- 1990. - Довиђења љубави (ПГП РТБ)
- 1992. - Жено зла (ПГП РТБ)
- 1994. - Вино румено (ПГП РТС)
- 1996. - Циганка (ЗАМ продукција)
- 1997. - Гатара (ЗАМ продукција)
- 1998. - На улици просила (Гранд продукција)
- 2000. - Нећу да се лажемо (Гранд продукција)
- 2003. - Опасан пар (Гранд продукција)
- 2005. - Не, не, не (Голд мјузик)
- 2009. - Зато идем у кафану (Гранд продукција)

## Фестивали
- 1983. Хит парада - Оче, мој велики оче
- 1984. Хит парада - Исплачи се на грудима мојим
- 1984. МЕСАМ - Хеј, љубави - Ана
- 1985. Хит парада - Друга је крај мене
- 1985. Илиџа - Не дај се, генерацијо, прва награда публике Златни сабор, награда жирија новинара и награда за интерпретацију
- 1985. МЕСАМ - Не дај се, генерацијо
- 1989. Хит парада - То може она и нико више
- 1989. МЕСАМ - Вени, вени мој невене
- 1990. Хит парада - Лепе очи зелене
- 1990. Шумадијски сабор - Многе ноћи лудовао
- 1990. МЕСАМ - Све је у твојим рукама
- 1991. Шумадијски сабор - Ех да сам роса
- 1991. МЕСАМ - Превари ме око твоје, прва награда фестивала
- 1993. Шумадијски сабор - Девојка к'о бајка, награда за текст
- 1994. Моравски бисери - Сагори срце
- 1994. МЕСАМ - Зажубори водо, прва награда за аранжман
- 1996. Моравски бисери - Пусти да верујем
- 1999. Бања Лука - Стара моја, мајко моја (Вече народне музике)
- 2000. Моравски бисери - Нећу да се лажемо
- 2012. Пирин фолк фестивал, Бугарска - Стига сам одил (Само дођи), награда за интерпретацију и признање жирија медија
- 2013. Моравски бисери - Дал' је то навика (дует са Биљаном Јевтић), друга награда публике
- 2014. Лира, Београд - Што је лепо кратко траје, награда за традиционално неговање српских песама